# Dekanhuset
Dekanhuset, også kendt som Dekanresidenset og Kalendehuset, er et middelalderligt hus i opført i teglsten, som står i Lund i Sverige. Det lå oprindelig i en anden del af byen, men blev flyttet til den nuværende placering i 1908.

## Historie
Ejendommen har sandsynligvis været været dekanbolig fra starten af 1300-tallet og frem til senest 1620'erne. I 1600-tallet var det ejet af blandt andre professorne Nils Hyltenius Sifverschiöld og Richard Gjedde-Ehrensborg. I slutningen af 1700-tallet var det ejet af Eric Gustaf Lidbeck, der indførte kartoflen til Skåne og derefter fra 1829 overgik det til hans søn, Anders Lidbeck. Lunds stift ejede gården i 1836-55, hvor bygningen blev brugt som biskop Vilhelm Faxes hjem.
I begyndelsen af 1900-tallet var Dekanhuset truet af nedrivning, da det lå på Stora Kyrkogatan nära Lilla Gråbrödersgatan, hvor man planglagde ny bebyggelse. Kulturens grundlægger Georg J:son Karlin engagerede sig i at bevare huset på sin oprindelige plads, men endte i stedet at købe det og flytte det til den nuværende placering i Adelgatan i 1908.